# Bitwa w zatoce Morbihan
Bitwa w zatoce Morbihan (zwana także bitwą u ujścia Loary) – starcie zbrojne, które miało miejsce u wybrzeży Bretanii w roku 56 p.n.e. pomiędzy flotą rzymską dowodzoną przez Decymusa Juniusza Brutusa, jednego z oficerów rzymskiego prokonsula, a od kwietnia namiestnika Galii Gajusza Juliusza Cezara, a flotą zjednoczonych plemion galijskich z Armoryki, którym przewodziło plemię Wenetów. Zakończyła się zwycięstwem Rzymian.

## Tło konfliktu
W 57 r. p.n.e. Publiusz Krassus, legat Cezara wybrał na jego rozkaz leża zimowe VII Legionu na ziemiach plemienia Andów. Po założeniu obozu legionu Krassus musiał zapewnić dostawy żywności i paszy. Wysłał więc trybunów do wszystkich pobliskich plemion w poszukiwaniu zboża. Najpotężniejsze plemię Armoryki – Wenetowie (zamieszkowali okolice dzisiejszego Vannes), skorzystało ze sposobności i uwięziło dwóch rzymskich wysłanników, zawiadamiając Rzymian, że wypuszczą ich wtedy, kiedy odzyskają swoich ludzi, których musieli wcześniej wydać Cezarowi jako zakładników. Wszystkie pozostałe ludy Armoryki – Namneci (z okolic dzisiejszego Nantes), Osysmowie, Koriosolitowie, Diablintowie (z okolic Mayenne), Leksowiowie (z okolic Aule), a także Menapiowie i Morynowie z północy ruszyli w ślady Wenetów i zerwali się do powstania przeciwko okupacji rzymskiej. Był to m.in. efekt rozbudowanego klientyzmu wśród Galów. Mniejsze plemiona starały się zapewnić sobie opiekę większych i silniejszych. To jednak zobowiązywało je do udziału w wojnach swych patronów. Wenetowie oraz ich sprzymierzeńcy obwarowali swe miasta i zgromadzili zapasy. Całą flotę zgromadzono u wybrzeży atlantyckich zajmowanych przez Wenetów. Rewolta stała się faktem.

## Przygotowania
Cezar, powiadomiony przez Krassusa, ocenił sytuację jako bardzo niebezpieczną i wymagającą natychmiastowej interwencji. Zdając sobie sprawę ze specyfiki walki z ludami nadmorskimi wydał rozkaz budowy floty na Loarze. Jednocześnie wydał rozkaz Tytusowi Labienusowi, by ten śledził bacznie poczynania niedawno ujarzmionych Belgów. By zablokować ewentualną pomoc dla Wenetów i ich sprzymierzeńców, której mogłyby udzielić plemiona południowego zachodu Galii, Publiusz Krassus został odkomenderowany na południowy brzeg Loary. Jeden z legatów – Tyturiusz Sabinus został odkomenderowany do centrum Normandii, a na ziemiach plemienia Redonów zostały osadzone garnizony rzymskie mające kontrolować zaplecze powstańców. Sam prokonsul na czele trzonu armii uderzył bezpośrednio na Wenetów.
Powstańcy lepiej byli zorientowani w sprawach morskich aniżeli Rzymianie. Ci ostatni nie mogli sobie poradzić z pływami morskimi. Cezar szturmował twierdze Wenetów, jego legioniści sypali wały i groble, ale nie było to łatwe, gdyż owe twierdze "były zazwyczaj tak usytuowane, że zajmując końce przylądków i cypli, nie dawały do siebie dostępu ani pieszym, ponieważ dwukrotnie w ciągu doby w odstępie dwunastu godzin nadchodził od pełnego morza przypływ, ani też statkom, ponieważ przy nadejściu pory odpływu statki ulegały uszkodzeniom na mieliznach". Cezar zmuszony był więc czekać na nowe okręty, które kazał pośpiesznie budować w stoczniach usytuowanych nad brzegami Loary, i które miały być lepiej przystosowane do miejscowych warunków żeglugi.

## Bitwa
Kiedy flota rzymska znalazła się na pełnym morzu, z jednego z portów kontrolowanych przez powstańców wypłynęła na wprost Rzymian flota wenetyjska: "...około dwieście dwadzieścia jego (tzn. wroga czyli Wenetów) wspaniale wyposażonych we wszelkiego rodzaju uzbrojenie okrętów wyszło z portu w pełnej gotowości bojowej i ustawiło się na wprost naszych”.
Historycy nie są zgodni co do miejsca stoczenia bitwy morskiej. Wszystkie fakty przemawiają jednak za tym, że bitwa stoczona została w zatoce Morbihan naprzeciw dzisiejszej miejscowości Port-Navalo. Cezar stanął na wzniesieniu nad brzegiem morza i obserwował bitwę. Wzniesienie to, prawdopodobnie tumulus (fr. Le tumulus de Tumiac) w Arzon i dotąd zwany przez miejscowych "Pagórkiem Cezara". Roztacza się stąd rozległy widok na całą zatokę i ocean. Badania dokumentów wykazują, że Cezar po wylądowaniu w Corbilo (miejscowość usytuowana w Penthoet, w pobliżu dzisiejszego Saint-Nazaire), w krainie Namnetów, ruszył drogą lądową przez kraj Wenetów i posuwając się wzdłuż wybrzeża dotarł z armią na półwysep Rhuys. Było to optymalne miejsce dla rozmieszczenia wojsk, naprzeciw centrum krainy plemienia Wenetów. Flota rzymska, przybywająca z La Briere, musiała spłynąć w dół Loary i okrążyć przylądek Croisic, by ominąć Houat i Hoedic, będące punktami oporu Wenetów. Natomiast flota wenetyjska według ustaleń historyków wypłynęła z portu Locmariaquer, jedynego głębokowodnego portu na obszarze całej zatoki Morbihan.
Obie floty stanęły naprzeciwko siebie, a ich dowódcy skrupulatnie oceniali siły oraz uszykowanie przeciwnika do bitwy. Dowodzący rzymską flotą Brutus obawiał się, że zbudowane z armorykańskich dębów kadłuby okrętów wenetyjskich wytrzymają uderzenia taranów trirem i tym samym cały wysiłek wioślarzy rzymskich, zmierzający do wymanewrowania wroga tak, by ustawić triremy dziobami skierowanymi w burty przeciwnika, spełznie na niczym.
Bitwa rozpoczęła się. Wenetowie, usadowieni za wysokimi nadburciami swych okrętów, zaczęli zasypywać strzałami z łuków pokłady rzymskich trirem. "Jedno tylko urządzenie zastosowane przez naszych było bardzo użyteczne, mianowicie dobrze na końcu wyostrzone sierpy, nasadzone i przymocowane do żerdzi, przypominające wyglądem osęki murowe. Gdy liny, którymi reje były przymocowane do masztów, zostały nimi zahaczone i przyciągnięte, po puszczeniu w ruch naszego statku przy pomocy wioseł ulegały rozerwaniu. Po ich przecięciu reje musiały opaść, a ponieważ sprawność wszystkich galijskich statków zależała od żagli i olinowania, po ich zniszczeniu okręty traciły w jednej chwili całą przydatność bojową". Tak więc wbrew temu co piszą niektórzy badacze, że Cezar kłamie o przecinaniu olinowania, wódz rzymski nie zmyślał pisząc, że żerdzi służyły jedynie do przyciągnięcia olinowania wenetyjskich okrętów, a nie przecinania tychże. Impet ruszającej pełną siłą wioseł rzymskiej triremy powodował naprężenie i zerwanie lin i opadnięcie żagli galijskich jednostek. "Po zerwaniu, jak powiedzieliśmy, rei nasze dwa lub trzy okręty brały w środek ich pojedyncze statki i wówczas nasi żołnierze z całych sił starali się wedrzeć na nieprzyjacielskie okręty". Rzymskie triremy miały zdjęte maszty i nie posiadały w czasie bitwy żadnego ożaglowania, a ich jedynym napędem były wiosła. Wenetowie popełnili błąd wpływając do zatoki, gdzie w ścisku bitewnym okręty rzymskie miały przewagę, gdyż były zwrotniejsze dzięki napędowi wiosłowemu, a przestrzeń zatoki ograniczała jednostkom wenetyjskim manewry. Jednocześnie "Gdy barbarzyńcy spostrzegli, co się dzieje, że wiele okrętów zostało zdobytych i że nie mogą znaleźć żadnych środków zaradczych przeciw tej taktyce, poczęli szukać ratunku w ucieczce. I gdy zwróciwszy okręty chwycili wiatr, nastała nagle tak wielka cisza morska i spokój, że nie mogli ruszyć z miejsca. Przypadek ten był nader korzystny dla doprowadzenia zadania bojowego do końca: albowiem nasi zdobywali w pościgu poszczególne okręty wroga, tak że po bitwie, która toczyła się prawie od godziny czwartej (tj. między 9 a 10 rano) aż do zachodu słońca, tylko nieliczne z całego ich mnóstwa dotarły z nastaniem nocy do lądu".

## Rezultaty
Starcie morskie między flotami rzymską i wenetyjską skończyło się całkowitym zwycięstwem tej pierwszej. Stało się tak zarówno dzięki opracowanej przez rzymskich dowódców lepszej taktyce jak i dzięki czynnikom pogodowym. W chwili kiedy – widząc nadchodząca klęskę – dowódcy galijscy dali sygnał do odwrotu, ich okręty nie mogły wykonać manewru z powodu ciszy morskiej, która nagle nastała. Na pewno też błędem Wenetów i ich sprzymierzeńców, znających miejscowe warunki nawigacji, była decyzja stoczenia bitwy w zatoce, gdzie przewaga liczebna ich okrętów nie mogła być w pełni wykorzystana. Zwycięstwo Rzymian było całkowite, a flota powstańców uległa prawie całkowitej zagładzie.
Klęska skłoniła Wenetów do rozpoczęcia rokowań, które skończyły się dla nich tragicznie – cała starszyzna została zgładzona, a reszta plemienia została sprzedana w niewolę.

### Opracowania
- Gerard Walter: Cezar. Warszawa: PIW, 1983. ISBN 83-06-02994-1. Brak numerów stron w książce
- Aleksander Krawczuk: Gajusz Juliusz Cezar. Ossolineum, 1972. Brak numerów stron w książce
- Jean Markale: Wercyngetoryks. Warszawa: PIW, 1988. ISBN 978-83-06-01539-3. Brak numerów stron w książce
- R.Ernest Dupuy Trevor N. Dupuy: The Harper Encyclopedia of Military History. New York: HarperCollins, 1993. ISBN 0-06-270056-1. Brak numerów stron w książce